# Dawnn Lewis
Dawnn Jewel Lewis (Brooklyn, 13 agosto 1961) è un'attrice e doppiatrice statunitense.

## Filmografia parziale

### Attrice

#### Cinema
- Scappa, scappa... poi ti prendo! (I'm Gonna Git You Sucka), regia di Keenen Ivory Wayans (1988)
- Follia omicida (Bad Day on the Block), regia di Craig R. Baxley (1997)
- Dreamgirls, regia di Bill Condon (2006)

#### Televisione
- Tutti al college (A Different World) - serie TV, 119 episodi (1987-1992)
- Mr. Cooper (Hangin' with Mr. Cooper) - serie TV, 22 episodi (1992-1993)
- Quattro salti al Savoy (Stompin' at the Savoy) - film TV (1992)
- Il magico mondo delle favole (The 10th Kingdom) - serie TV, 7 episodi (2000)
- Da un giorno all'altro (Any Day Now) - serie TV, 8 episodi (2000-2002)
- One Tree Hill - serie TV, 3 episodi (2008-2009)
- La vita segreta di una teenager americana (The Secret Life of the American Teenager) - serie TV, 4 episodi (2010)
- Il tempo della nostra vita (Days of Our Lives) - serial TV, 5 puntate (2012-2013)
- Emergenza d'amore (Second Chances) - film TV (2013)
- Tim & Eric's Bedtime Stories – serie TV, 1 episodio (2014)
- Castle - serie TV, episodio 6x20 (2014)
- Major Crimes - serie TV, 11 episodi (2014-2018)
- Veronica Mars - serie TV, 8 episodi (2019)
- The Rich & the Ruthless - serie TV, 12 episodi (2019-2021)
- Young Rock – serie TV, 9 episodi (2022-2023)

### Doppiatrice
- Mouse Soup, regia di John Clark Matthews (1993)
- A Cool Like That Christmas, regia di David Feiss e Swinton O. Scott III (1993)
- Savage Dragon (The Savage Dragon) - serie TV, 13 episodi (1995-1996)
- Spider-Man - L'Uomo Ragno (Spider-Man) - serie TV, 13 episodi (1995-1997)
- C Bear and Jamal - serie TV, 6 episodi (1996)
- Bruno the Kid - serie TV, 3 episodi (1996-1997)
- King of the Hill - serie animata, 2 episodi (1997-1999)
- Futurama - serie animata, 13 episodi (1999-2012)
- Supermodels - 5 episodi (2000)
- La grande avventura di Wilbur - La tela di Carlotta 2 (Charlotte's Web 2: Wilbur's Great Adventure) (2002) - film home-video
- Brutti e cattivi (Grim & Evil) - serie animata, 3 episodi (2002-2007)
- The Boondocks - serie animata, 3 episodi (2005-2014)
- Futurama - Il colpo grosso di Bender (Futurama: Bender's Big Score) (2007)
- The Life & Times of Tim - serie animata, 3 episodi (2008-2012)
- Futurama - Nell'immenso verde profondo (Futurama: Into the Wild Green Yonder) (2009)
- Glenn Martin - Dentista da strapazzo (Glenn Martin, DDS) - serie animata, 2 episodi (2009-2010)
- The Cleveland Show - serie animata, 3 episodi (2010-2012)
- Dino e la macchina del tempo (Dino Time) (2012)
- Rick and Morty - serie animata, 2 episodi (2015-2021)
- I Simpson (The Simpsons) - serie animata, 19 episodi (2017-2023)
- Apple & Onion - serie animata, 15 episodi (2018-2021)
- Carmen Sandiego - serie animata, 27 episodi (2019-2021)
- Star Trek: Lower Decks - serie animata, 30 episodi (2020-2022)

## Doppiatrici italiane
Nelle versioni in italiano delle opere in cui ha recitato, Dawnn Lewis è stata doppiata da:
- Alessandra Cassioli in Let It Shine
- Barbara Castracane in Castle